# .gq
.gq es el dominio de nivel superior geográfico (ccTLD) para el país africano de Guinea Ecuatorial, es operado por la empresa estatal GETESA.